# Francolu
Le Francolu ou Francolo est un ruisseau et un petit fleuve côtier du département Corse-du-Sud de la région Corse, ayant son embouchure en mer Tyrrhénienne au nord-est des Bouches de Bonifacio, dans l'étang de Balistra.

## Géographie
D'une longueur de 11,2 kilomètres, le Francolu prend sa source sur la commune de Bonifacio à l'altitude 290 mètres, à l'ouest du Tivaru (329 m) et du plateau d'Arapa. Dans sa partie haute, il s'appelle aussi le ruisseau d'Asinu.
Il coule globalement du nord vers le sud.
Il a son embouchure sur la commune de Bonifacio, à l'altitude 0 mètre, au nord de la plage de Balistra, après avoir traversé l'étang de Balistra . Cette embouchure est aussi au nord du golfe de Sant'Amanza ou golfe de Santa Manza.

### Communes et cantons traversés
Dans le seul département de la Corse-du-Sud, le Francolu traverse une seule commune,  Bonifacio (source et embouchure).
Soit en termes de cantons, le Francolu prend source et a son embouchure dans l'ancien canton de Bonifacio, maintenant le canton du Grand Sud, dans l'arrondissement de Sartène.

### Bassin versant
Le Francolu traverse une seule zone hydrographique « Côtiers du golfe de Rondinara eu ruisseau de Ventilegne » (Y982) pour 114 km2 de superficie. ce bassin versant est constitué à 85,96 % de « forêts et milieux semi-naturels », à 11,73 % de « teeritoires agricoles », à 1,97 % de « territoires artificialisés », à 0,23 % de « surfaces en eau ».
La superficie du bassin versant du Francolu est d'environ 29 km2 selon la Banque Hydro.

### Organisme gestionnaire
L'organisme gestionnaire est le Comité de bassin de Corse, depuis la loi corse du 22 janvier 2002.

## Affluents
Le Francolu a cinq affluents référencés :
- le ruisseau de Saparelli (rg[note 1]) 1,8 km, sur la seule commune de Bonifacio.
- le ruisseau du Truone (rg) 8,6 km, sur la seule commune de Bonifacio à l'ouest de la Réserve naturelle des Tre Padule de Suartone site Ramsar de France le plus au sud pour la partie métropole.
- ----- le ruisseau de Stencia (rd) 5,8 km, sur la seule commune de Bonifacio et prenant source à la Punta di u Mucchiu (252 m).
- ----- le ruisseau de Riccinu (rd) 6,2 km, sur la seule commune de Bonifacio, s'appelant aussi en partie haute le ruisseau de Parmentile avec un affluent :
  - ----- le ruisseau de Canale d'Oru (rd) 1,4 km, sur la seule commune de Bonifacio.
- ----- le ruisseau de Rotonda (rd) 1,8 km, sur la seule commune de Bonifacio.

### Rang de Strahler
Son rang de Strahler est de trois par le ruisseau de Riccinu et le Canale d'Oru.

## Hydrologie

### le Francolo à Bonifacio (Balistra)
Le Francolo a été observé du 1er janvier 1969 au 1er décembre 1980 , c'est-à-dire sur seulement 11 ans, à la station Y9825010 - Le Francolo à Bonifacio (Balistra), à 4 m d'altitude, pour un bassin versant de 29 km2.
La moyenne mensuelle interannuelle sur la période d'observation est alors de 0,20 m3/s.
Le Maximum est en janvier de 0,49 m3/s et minimum en juillet de 0,003 m3/s ou 3 l/s.

### Étiage ou basses eaux
À l'étiage, c'est-à-dire aux basses eaux, le VCN3, ou débit minimal du cours d'eau enregistré pendant trois jours consécutifs sur un mois, en cas de quinquennale sèche n'a pas pu être calculé sur une aussi courte période. néanmoins son QMNA pour une quinquennale séche s'établit à 0,001 m3/s ou 1 l}/s, ce qui est très faible,.

### Crues
Sur cette période, le débit instantané maximal a été de 77,50 m3/s le 26 août 1975, pour une hauteur maximale instantanée de 282 centimètres. Le débit journalier maximal a été de 27,70 m3/s le 6 février 1976  en même temps que la hauteur maximale instantanée de 282 cm ou 2,82 m.
Le QIX 2 ou biennal est de 20 m3/s, le QIX 5 ou quinquennal est de 35 m3/s, le QIX 10 ou décennal est de 46 m3/s, alors que le débit instantané maximal de crue vicennale ou QIX 20 s'établit à 56 m3/s et justifiant ainsi son régime méridional.

### Lame d'eau et débit spécifique
la lame d'eau et le débit spécifique n'ont pas pu être calculé avec une trop courte période d'observation de onze ans.

## Aménagements et écologie
Son bassin versant est traversé par la RT 10 (ex-RN 198) de Porto-Vecchio à Bonifacio.
Le Francolu est le fleuve côtier longeant à l'ouest la Réserve naturelle des Tre Padule de Suartone site Ramsar en France depuis 2000.